# آنا كارولاينا
آنا كارولاينا (بالبرتغالية: Ana Carolina‏) هي عازفة بيانو ومغنية وكاتبة غنائية وملحنة برازيلية، ولدت في 9 سبتمبر 1974 في جويز دي فورا في البرازيل.

## وصلات خارجية
- الموقع الرسمي
- آنا كارولاينا على موقع IMDb (الإنجليزية)
- آنا كارولاينا على موقع ميوزك برينز (الإنجليزية)
- آنا كارولاينا على موقع أول ميوزيك (الإنجليزية)
- آنا كارولاينا على موقع ديسكوغز (الإنجليزية)
- آنا كارولاينا على موقع قاعدة بيانات الفيلم (الإنجليزية)